# Daheim in Österreich
Daheim in Österreich war eine vom 21. August 2017 bis 21. Dezember 2018 produzierte Vorabend-Magazinsendung des ORF. Sie wurde montags bis freitags um 17:30 Uhr auf ORF 2 ausgestrahlt und war die Nachfolgesendung des früheren Magazins heute leben. Seit 7. Jänner 2019 folgt auf diesem Sendeplatz die Magazinsendung Studio 2 nach.
Wie das seit März 2016 bestehende Frühstücksfernsehen Guten Morgen Österreich wurde die Sendung aus einem mobilen Studio jede Woche aus einem anderen Bundesland und jeden Tag aus einer anderen Gemeinde (nur freitags aus derselben wie donnerstags) gesendet. Als übergeordnete Bezeichnung für beide Sendungen fungierte Unterwegs in Österreich. Thematisch waren unter diesem Titel auch die zwei weiteren täglichen Magazinsendungen Mittag in Österreich und Aktuell in Österreich einbezogen.
Im Oktober 2018 wurde bekannt, dass die Sendung wegen schlechter Einschaltquoten ab 7. Jänner 2019 durch das neue Format Studio 2 ersetzt werden soll. Die Sendung wird wie zuvor heute leben wieder aus einem fixen TV-Studio gesendet und wöchentlich abwechselnd von den Moderationspaaren Birgit Fenderl und Martin Ferdiny sowie Verena Scheitz und Norbert Oberhauser präsentiert.

## Moderation
Daheim in Österreich wurde abwechselnd von Lukas Schweighofer oder Nina Kraft moderiert.
Eine feste Zuordnung der Moderatoren zu bestimmten Bundesländern wie bei Guten Morgen Österreich gab es nicht.
In Vorarlberg, dem einzigen Bundesland, wo Schweighofer während der Funktion bei Daheim in Österreich am Morgen moderierte, moderierte fast immer Nina Kraft, während in Kärnten meistens Lukas Schweighofer durch die Sendung führte.
Anfangs war wie bei Guten Morgen Österreich Eva Pölzl alternierend mit Lukas Schweighofer Hauptmoderatorin der Sendung. Die Zuteilung der Moderatoren zu den Bundesländern war auch analog jener der Morgensendung, sodass je ein Moderator eine Woche lang beide Sendungen moderierte. Aufgrund dieser Doppeltätigkeit bei beiden Magazinen wurde dies bald geändert. Zunächst war es im Oktober 2017 vorgekommen, dass Eva Pölzl oder Lukas Schweighofer teilweise auch in ihnen nicht zugeteilten Bundesländern moderierten, obwohl der beziehungsweise die jeweils andere die Morgensendung am selben Tage moderiert hatte. Mit Ende Oktober 2017 übernahm Nina Kraft, welche zuvor nur als Vertretung im Einsatz war, die Moderation von Eva Pölzl, während Pölzl nur noch Guten Morgen Österreich moderiert. Zeitgleich übernahm Jan Matejcek bei Guten Morgen Österreich mit Ausnahme Vorarlbergs die Moderation von Lukas Schweighofer.
Im Gegensatz zu Guten Morgen Österreich gab es keine Nebenmoderatoren aus dem jeweiligen ORF-Landesstudio. Vertretungsweise führte 2017 manchmal Patrick Budgen durch die Sendung, 2018 waren es Julia Zeidlhofer oder Jan Matejcek.

## Konzept
Ziel der Sendung war es, näher an den Menschen im Lande zu sein und die einzelnen Regionen Österreichs stärker in den Fokus zu stellen.
Das mobile Studio machte jede Woche in einem anderen Bundesland Station. Dabei wurde Daheim in Österreich montags bis donnerstags aus jener Gemeinde übertragen, wo am folgenden Tage Guten Morgen Österreich stattfand. Es wurde normalerweise täglich eine andere Gemeinde angefahren, nur manchmal auch ein anderer Ort innerhalb einer Gemeinde. Seltener, hauptsächlich bei größeren Veranstaltungen, konnte die Sendung auch mehrmals hintereinander aus derselben Gemeinde ausgestrahlt werden. Wegen des Weiterziehens des Studios in ein anderes Bundesland wurde freitags nochmals aus derselben Gemeinde wie am Donnerstag gesendet. Eine Ausnahme stellte die Bundeshauptstadt Wien dar, wo meist eine Woche lang von einem bestimmten Ort aus gesendet wurde, teilweise aber von einer anderen Position.
Inhaltlich gab es ein Tagesthema, welches Gegenstand von Beiträgen und Diskussionen in allen vier Unterwegs in Österreich-Sendungen war. Das Magazin setzte sich aus Beiträgen über die jeweiligen Orte und Regionen und Berichten sowie Diskussionen zu verschiedenen Themen, insbesondere Kulinarik, Gesundheit, Kultur, Mode und Gesellschaft, zusammen. Es waren laufend prominente Gäste sowie Musiker und Sänger zu Gast. Das vor dem mobilen Studio anwesende Publikum wurde immer wieder in die Sendung eingebunden.
Ab 5. März 2018 kam es zu einer Neugestaltung der Sendung mit einem Ausbau von Information und Service sowie der Einführung von Rubriken zu bestimmten Themen:
- Beziehungsweise in Österreich: Montags gab Kommunikationswissenschaftlerin Nana Walzer Ratschläge zu Beziehungsthemen. Die Rubrik wurde nach einigen Wochen wieder eingestellt.
- Pumperlgsund in Österreich: Dienstags und donnerstags berichtete Christine Reiler über das Thema Gesundheit und erteilte Tipps zum Wohlbefinden. Später hieß die Rubrik Gesund mit Reiler und wurde nur donnerstags ausgestrahlt.
- Zeitreise in Österreich: Elisabeth Engstler und Michael Vielhaber zeigten jeden Freitag Ausschnitte aus dem ORF-Archiv zu einem bestimmten Thema.
- So isst Europa: Von Juli bis Dezember 2018 war Elisabeth Engstler jeden Mittwoch anlässlich des Österreichischen EU-Ratsvorsitzes bei in Österreich lebenden Prominenten oder Köchen aus je einem EU-Land zu Gast. Die Gastgeber kochten ein traditionelles Gericht aus deren Heimatland.[3]

## Daheim in Österreich-Tour
Die folgende Liste enthält eine chronologische Übersicht der Ausstrahlungsorte.
KW = Kalenderwoche
Ausstrahlungsort = offizieller Gemeindename (bei genauer definiertem Standort Gemeindename in Klammern) bzw. in Wien immer der Standort
| KW  | Datum                         | Landesstudio | Moderation                                                 | Montag                                  | Dienstag                      | Mittwoch                    | Donnerstag                         | Freitag                            |
| --- | ----------------------------- | ------------ | ---------------------------------------------------------- | --------------------------------------- | ----------------------------- | --------------------------- | ---------------------------------- | ---------------------------------- |
| 34. | 21. August – 25. August       |              | Eva Pölzl                                                  | Kaiser-Franz-Josefs-Höhe (Heiligenblut) | Winklern                      | Mallnitz                    | Seeboden am Millstätter See        | Seeboden am Millstätter See        |
| 35. | 28. August – 1. September     |              | Lukas Schweighofer                                         | Scheibbs                                | Schollach                     | Dürnstein                   | Dürnstein                          | Dürnstein                          |
| 36. | 4. September – 8. September   |              | Eva Pölzl                                                  | Rudersdorf                              | Heiligenkreuz im Lafnitztal   | Sankt Martin an der Raab    | Jennersdorf                        | Jennersdorf                        |
| 37. | 11. September – 15. September |              | Eva Pölzl                                                  | Heiligenstädter Pfarrplatz (Döbling)    | Kahlenberg (Döbling)          | Maurer Hauptplatz (Liesing) | ORF-Zentrum (Küniglberg, Hietzing) | ORF-Zentrum (Küniglberg, Hietzing) |
| 38. | 18. September – 22. September |              | Lukas Schweighofer                                         | Schrems                                 | Allentsteig                   | Eggenburg                   | Retz                               | Retz                               |
| 39. | 25. September – 29. September |              | Lukas Schweighofer                                         | Königswiesen                            | Pabneukirchen                 | Bad Kreuzen                 | Grein                              | Grein                              |
| 40. | 2. Oktober – 6. Oktober       |              | Nina Kraft (Mo. – Mi.) / Patrick Budgen (Do. – Fr.)        | Lauterach                               | Bildstein                     | Schwarzach                  | Dornbirn                           | Dornbirn                           |
| 41. | 9. Oktober – 13. Oktober      |              | Eva Pölzl (Mo. – Do.) / Nina Kraft (Fr.)                   | Absam                                   | Tulfes                        | Aldrans                     | Innsbruck (Schloss Ambras)         | Innsbruck (Schloss Ambras)         |
| 42. | 16. Oktober – 20. Oktober     |              | Nina Kraft (Mo. – Mi.) / Lukas Schweighofer (Do. – Fr.)    | St. Andrä                               | Bad St. Leonhard im Lavanttal | Preitenegg                  | Wolfsberg                          | Wolfsberg                          |
| 43. | 23. Oktober – 27. Oktober     |              | Nina Kraft                                                 | Gasen                                   | Birkfeld                      | Anger                       | Nationalfeiertag                   | Anger                              |
| 44. | 30. Oktober – 3. November     |              | Lukas Schweighofer                                         | Artstetten-Pöbring                      | Maria Taferl                  | Allerheiligen               | Pöchlarn                           | Pöchlarn                           |
| 45. | 6. November – 10. November    |              | Nina Kraft (Mo., Di., Do., Fr.) / Lukas Schweighofer (Mi.) | Draßmarkt                               | Oberpullendorf                | Großwarasdorf               | Deutschkreutz                      | Deutschkreutz                      |
| 46. | 13. November – 17. November   |              | Lukas Schweighofer                                         | Geinberg                                | Mauerkirchen                  | Eggelsberg                  | Mattighofen                        | Mattighofen                        |
| 47. | 20. November – 24. November   |              | Lukas Schweighofer                                         | Sankt Koloman                           | Kuchl                         | Anif                        | Hallein                            | Hallein                            |
| 48. | 27. November – 1. Dezember    |              | Nina Kraft                                                 | Schwanberg                              | Wies                          | Eibiswald                   | Deutschlandsberg                   | Deutschlandsberg                   |
| 49. | 4. Dezember – 7. Dezember     |              | Lukas Schweighofer                                         | Langenlois                              | Maissau                       | Grafenegg                   | Grafenegg                          | Mariä Empfängnis                   |
| 50. | 11. Dezember – 15. Dezember   |              | Nina Kraft                                                 | Dalaas                                  | Stuben am Arlberg (Klösterle) | Zürs (Lech)                 | Zürs                               | Zürs                               |
| 51. | 18. Dezember – 22. Dezember   |              | Lukas Schweighofer                                         | Matrei in Osttirol                      | Dölsach                       | Assling                     | Lienz                              | Lienz                              |
| 52. | 27. Dezember – 29. Dezember   |              | Nina Kraft                                                 | Christtag                               | Stefanitag                    | Stephansplatz               | Stephansplatz                      | Stephansplatz                      |

| KW  | Datum                         | Landesstudio | Moderation                                                   | Montag                                 | Dienstag                           | Mittwoch                             | Donnerstag                               | Freitag                                  |
| --- | ----------------------------- | ------------ | ------------------------------------------------------------ | -------------------------------------- | ---------------------------------- | ------------------------------------ | ---------------------------------------- | ---------------------------------------- |
| 1.  | 2. Jänner – 5. Jänner         |              | Lukas Schweighofer                                           | Neujahr                                | Parndorf                           | Neusiedl am See                      | Frauenkirchen                            | Frauenkirchen                            |
| 2.  | 8. Jänner – 12. Jänner        |              | Nina Kraft                                                   | Flachau                                | Flachau                            | Hüttau                               | Radstadt                                 | Radstadt                                 |
| 3.  | 15. Jänner – 19. Jänner       |              | Lukas Schweighofer                                           | Going am Wilden Kaiser                 | Ellmau                             | Kitzbühel                            | Kitzbühel                                | Kitzbühel                                |
| 4.  | 22. Jänner – 26. Jänner       |              | Nina Kraft                                                   | Schladming                             | Stainach-Pürgg                     | Aigen im Ennstal                     | Irdning-Donnersbachtal                   | Irdning-Donnersbachtal                   |
| 5.  | 29. Jänner – 2. Februar       |              | Nina Kraft (Mo.) / Lukas Schweighofer (Di. – Fr.)            | Baldramsdorf                           | Malta                              | Eisentratten (Krems in Kärnten)      | Rennweg am Katschberg                    | Rennweg am Katschberg                    |
| 6.  | 5. Februar – 9. Februar       |              | Nina Kraft                                                   | Ansfelden                              | St. Florian                        | Asten                                | Enns                                     | Enns                                     |
| 7.  | 12. Februar – 16. Februar     |              | Nina Kraft                                                   | Winklarn                               | St. Valentin                       | Weistrach                            | Seitenstetten                            | Seitenstetten                            |
| 8.  | 19. Februar – 23. Februar     |              | Lukas Schweighofer                                           | ASFINAG-Zentrale                       | ÖBB Terminal Süd (Verschubbahnhof) | Kurpark Oberlaa                      | Kurpark Oberlaa                          | Kurpark Oberlaa                          |
| 9.  | 26. Februar – 2. März         |              | Nina Kraft                                                   | Sankt Nikolai im Sausal                | Sankt Veit in der Südsteiermark    | Straß in Steiermark                  | Wagna                                    | Wagna                                    |
| 10. | 5. März – 9. März             |              | Lukas Schweighofer                                           | Lend                                   | Dorfgastein                        | Bad Gastein                          | Bad Hofgastein                           | Bad Hofgastein                           |
| 11. | 12. März – 16. März           |              | Lukas Schweighofer                                           | Brückl                                 | Eberstein                          | Klein Sankt Paul                     | Hüttenberg                               | Hüttenberg                               |
| 12. | 19. März – 23. März           |              | Nina Kraft (Mo. – Mi.) / Julia Zeidlhofer (Do. – Fr.)        | Ried im Oberinntal                     | Ladis                              | Fiss                                 | Serfaus                                  | Serfaus                                  |
| 13. | 26. März – 30. März           |              | Nina Kraft                                                   | Mittelberg                             | Riezlern                           | Riefensberg                          | Hittisau                                 | Hittisau                                 |
| 14. | 3. April – 6. April           |              | Lukas Schweighofer                                           | Ostermontag                            | Lambach / Stadl-Paura              | Marchtrenk                           | Wels                                     | Wels                                     |
| 15. | 9. April – 13. April          |              | Nina Kraft                                                   | Brunnenmarkt                           | Wiener Stadthalle                  | Wiener Stadthalle                    | Wiener Stadthalle                        | Wiener Stadthalle                        |
| 16. | 16. April – 20. April         |              | Nina Kraft (Mo., Mi., Do.) / Julia Zeidlhofer (Di., Fr.)     | Mayerling (Alland)                     | Pottenstein                        | Kottingbrunn                         | Bad Vöslau                               | Bad Vöslau                               |
| 17. | 23. April – 27. April         |              | Lukas Schweighofer                                           | Rotenturm an der Pinka                 | Rechnitz                           | Markt Neuhodis                       | Oberwart                                 | Oberwart                                 |
| 18. | 30. April – 4. Mai            |              | Lukas Schweighofer (Mo.) / Nina Kraft (Mi. – Fr.)            | Rotholz (Buch in Tirol)                | Staatsfeiertag                     | Mayrhofen                            | Zell am Ziller                           | Zell am Ziller                           |
| 19. | 7. Mai – 11. Mai              |              | Nina Kraft                                                   | Lustenau                               | Meiningen                          | Hohenems                             | Christi Himmelfahrt                      | Hohenems                                 |
| 20. | 14. Mai – 18. Mai             |              | Lukas Schweighofer                                           | Treffen am Ossiacher See               | Afritz am See                      | Feld am See                          | Döbriach (Gemeinde Radenthein)           | Döbriach (Gemeinde Radenthein)           |
| 21. | 22. Mai – 25. Mai             |              | Lukas Schweighofer                                           | Pfingstmontag                          | Seeham                             | Obertrum am See                      | Straßwalchen                             | Straßwalchen                             |
| 22. | 28. Mai – 1. Juni             |              | Nina Kraft                                                   | Gloriette                              | Gloriette                          | Burgtheater                          | Fronleichnam                             | Burgtheater                              |
| 23. | 4. Juni – 8. Juni             |              | Nina Kraft                                                   | Groß Gerungs                           | Arbesbach                          | Weitra                               | Zwettl                                   | Zwettl                                   |
| 24. | 11. Juni – 15. Juni           |              | Lukas Schweighofer                                           | St. Marienkirchen an der Polsenz       | Bad Schallerbach                   | Eferding                             | Aschach an der Donau                     | Aschach an der Donau                     |
| 25. | 18. Juni – 22. Juni           |              | Lukas Schweighofer                                           | Bramberg am Wildkogel                  | Hollersbach im Pinzgau             | Neukirchen am Großvenediger          | Krimml                                   | Krimml                                   |
| 26. | 25. Juni – 29. Juni           |              | Nina Kraft                                                   | Krieglach                              | Sankt Lorenzen im Mürztal          | Neuberg an der Mürz                  | Mürzzuschlag                             | Mürzzuschlag                             |
| 27. | 2. Juli – 6. Juli             |              | Lukas Schweighofer                                           | Breitenbrunn am Neusiedler See         | Leithaprodersdorf                  | Steinbrunn                           | Bad Sauerbrunn                           | Bad Sauerbrunn                           |
| 28. | 9. Juli – 13. Juli            |              | Nina Kraft                                                   | Obersiebenbrunn                        | Haringsee                          | Marchegg                             | Engelhartstetten                         | Engelhartstetten                         |
| 29. | 16. Juli – 20. Juli           |              | Lukas Schweighofer                                           | Pörtschach                             | Moosburg                           | Ebenthal in Kärnten                  | Klagenfurt am Wörthersee (Friedelstrand) | Klagenfurt am Wörthersee (Friedelstrand) |
| 30. | 23. Juli – 27. Juli           |              | Nina Kraft                                                   | Doren                                  | Sulzberg                           | Langen bei Bregenz                   | Bregenz                                  | Bregenz                                  |
| 31. | 30. Juli – 3. August          |              | Nina Kraft                                                   | Zoo Salzburg (Anif)                    | Schloss Hellbrunn (Salzburg)       | Mirabellplatz (Salzburg)             | Mozartplatz (Salzburg)                   | Mozartplatz Salzburg                     |
| 32. | 6. August – 10. August        |              | Lukas Schweighofer                                           | Kalwang                                | St. Michael in Obersteiermark      | Gaal                                 | Knittelfeld                              | Knittelfeld                              |
| 33. | 13. August – 17. August       |              | Nina Kraft                                                   | Tiergarten Schönbrunn                  | Tiergarten Schönbrunn              | Mariä Himmelfahrt                    | Tiergarten Schönbrunn                    | Tiergarten Schönbrunn                    |
| 34. | 20. August – 24. August       |              | Nina Kraft                                                   | Tobadill                               | Flirsch                            | Pettneu am Arlberg                   | St. Anton am Arlberg                     | St. Anton am Arlberg                     |
| 35. | 27. August – 31. August       |              | Lukas Schweighofer                                           | Gößl (Gemeinde Grundlsee)              | Gößl (Grundlsee)                   | Gößl (Grundlsee)                     | Gößl (Grundlsee)                         | Gößl (Grundlsee)                         |
| 36. | 3. September – 7. September   |              | Lukas Schweighofer                                           | Berg im Drautal                        | Steinfeld                          | Kleblach-Lind                        | Millstatt                                | Millstatt                                |
| 37. | 10. September – 14. September |              | Nina Kraft (Mo. – Mi., Fr.) / Jan Matejcek (Do.)             | Thaur                                  | Wattens                            | Rum                                  | Innsbruck                                | Innsbruck                                |
| 38. | 17. September – 21. September |              | Nina Kraft (Mo. – Di., Do. – Fr.) / Lukas Schweighofer (Mi.) | Lingenau                               | Krumbach                           | Schwarzenberg                        | Egg                                      | Egg                                      |
| 39. | 24. September – 28. September |              | Nina Kraft                                                   | Campus der Wirtschaftsuniversität (WU) | WU-Campus                          | Wiener Prater                        | Wiener Prater                            | Wiener Prater                            |
| 40. | 1. Oktober – 5. Oktober       |              | Lukas Schweighofer                                           | Loipersbach im Burgenland              | Hornstein                          | Siegendorf                           | Pöttsching                               | Pöttsching                               |
| 41. | 8. Oktober – 12. Oktober      |              | Nina Kraft                                                   | Emmersdorf an der Donau                | Raxendorf                          | Weißenkirchen in der Wachau          | Krems an der Donau                       | Krems an der Donau                       |
| 42. | 15. Oktober – 19. Oktober     |              | Lukas Schweighofer                                           | Haag am Hausruck                       | Hohenzell                          | Geboltskirchen                       | Ried im Innkreis                         | Ried im Innkreis                         |
| 43. | 22. Oktober – 25. Oktober     |              | Nina Kraft (Mo. – Mi.) / Jan Matejcek (Do.)                  | Telfes im Stubai                       | Fulpmes                            | Neustift im Stubaital                | Neustift                                 | Nationalfeiertag                         |
| 44. | 29. Oktober – 2. November     |              | Lukas Schweighofer                                           | Markt Hartmannsdorf                    | Söchau                             | Loipersdorf bei Fürstenfeld          | Allerheiligen                            | Loipersdorf                              |
| 45. | 5. November – 9. November     |              | Nina Kraft (Mo. – Mi., Fr.) / Julia Zeidlhofer (Do.)         | Zistersdorf                            | Jedenspeigen                       | Gänserndorf                          | Wolkersdorf im Weinviertel               | Wolkersdorf im Weinviertel               |
| 46. | 12. November – 16. November   |              | Nina Kraft                                                   | Rohr im Burgenland                     | Gerersdorf-Sulz                    | Eberau                               | Heiligenbrunn                            | Heiligenbrunn                            |
| 47. | 19. November – 23. November   |              | Lukas Schweighofer                                           | Guttaring                              | Micheldorf                         | Metnitz                              | Friesach                                 | Friesach                                 |
| 48. | 26. November – 30. November   |              | Lukas Schweighofer                                           | Wundschuh                              | Hausmannstätten                    | Vasoldsberg                          | Graz                                     | Graz                                     |
| 49. | 3. Dezember – 7. Dezember     |              | Nina Kraft                                                   | Garsten                                | Sierning                           | Waldneukirchen                       | Steyr                                    | Steyr                                    |
| 50. | 10. Dezember – 14. Dezember   |              | Nina Kraft                                                   | Silbertal                              | Gaschurn                           | Vandans                              | Schruns                                  | Schruns                                  |
| 51. | 17. Dezember – 21. Dezember   |              | Lukas Schweighofer                                           | Wagrain                                | Hallein                            | Arnsdorf (Gemeinde Lamprechtshausen) | Oberndorf bei Salzburg                   | Oberndorf bei Salzburg                   |

1. ↑  Am 14. und 15. Dezember 2017 war eine Ausstrahlung aus dem Ort Lech geplant. Aufgrund des starken Schneefalles musste das mobile Studio in Zürs bleiben.
2. ↑  Am 20. Dezember 2017 begann die Sendung wegen der vorherigen Live-Übertragung aus dem Parlament erst um 18 Uhr und war dadurch verkürzt.